# Krithe coimbrai
Krithe coimbrai is een mosselkreeftjessoort uit de familie van de Krithidae. De wetenschappelijke naam van de soort is voor het eerst geldig gepubliceerd in 1999 door Carmo & Sanguinetti.